# Vieux-Pont de Vins-sur-Caramy
Le Vieux-Pont de Vins-sur-Caramy est un pont situé à Vins-sur-Caramy, dans le Var, en France.

## Histoire
Malgré les noms souvent donnés à ce pont, Pont " Romain " ou Pont " médiéval ", le pont en pierre actuel n'est pas des plus anciens. En effet, un pont enjambait la rivière Caramy à cet endroit à l'époque médiévale, mais il s'agissait d'un ouvrage en bois, appelé " Planque ". Plusieurs crues du cours d'eau qu'il traverse l'ont endommagé, notamment en 1788. La partie principale du pont fût détruite. Il sera reconstruit, en pierre, en 1862, et restauré en 1995.
Il est inscrit aux Monuments historiques depuis 1931.

## Description
Le vieux-pont de Vins-sur-Caramy est un pont en dos d'ânes, à trois arches voutées. La portée de l'arche principale est de 14 mètres. Il est en maçonnerie.